# جراحة اليد
جراحة اليد (بالإنجليزية Hand surgery) هي أحد فروع الجراحة، وتختص بالعلاج الجراحي (وغير الجراحي أيضاً) لأمراض وإصابات اليد والطرف العلوي (توسع مفهوم هذا التخصص ليشمل المنطقة ما بين أطراف الأصابع إلى مفصل الكتف). بدأ الاهتمام بهذا الفرع الجراحي بصفة خاصة في الأربعينيات من القرن العشرين، عندما نشأت الحاجة إلى معالجة إصابات اليد الناتجة عن الحرب العالمية الثانية، حيث أسس ستيرلنغ بنل (بالإنجليزية: Sterling Bunnell)‏، رائد جراحة اليد الأمريكي، تسعة مراكز إقليمية لجراحة اليد في القواعد العسكرية المنتشرة في الأراضي الأمريكية خلال حقبة الأربعينيات، وبعد انتهاء الحرب، اقترح بنل إنشاء منظمة علمية لتنمية وتطوير هذا الفرع الجراحي، وبذلك نشأت الجمعية الأمريكية لجراحة اليد سنة 1946.

## الجراح المؤهل لممارسة هذا التخصص
يمكن للمتخصصين في كل من الجراحة العامة وجراحة العظام وجراحة التجميل التدرب على ممارسة هذا الفرع من الجراحة. ويمكن لهؤلاء التخصص في هذا الفرع كتخصص دقيق بعد اجتياز فترة زمالة فيه تعقب حصولهم على درجة علمية مناسبة في تخصصهم الأصلي.
وفي بعض الدول (كالسويد وفنلندا وسنغافورة) تعامل جراحة اليد كفرع مستقل بذاته يتم التدريب عليه بشكل منفصل من البداية لمدة 4 إلى 6 سنوات، يتدرب خلالها الجراح على جميع المهارات الجراحية بحيث يجمع بين ما يمكن لجرّاح اليد العظمي وجراح اليد التجميلي القيام به، بحيث يجيد ـ بنفس درجة الكفاءة ـ التعامل مع إصابات الأوتار والأربطة والعظام كما يجيد الجراحة المجهرية لتوصيل الأطراف المبتورة أو النقل الحر للأنسجة (بالإنجليزية free tissue transfers) واستزراعها.

## العمليات التي يختص بها جراحو اليد
يجري جراحو اليد مجموعة منوعة من العمليات كإصلاح الكسور وتحرير ونقل وإصلاح الأوتار وترميم الأطراف المصابة ومعالجة تشوهات اليد الناجمة عن التهاب المفاصل الرثياني والعيوب التكوينية. كما يمكن لجراحي اليد إعادة توصيل الأصابع والأطراف المبتورة وإجراء الجراحات الترميمية للأنسجة الرخوة والعظام والأعصاب باستخدام تقنيات الجراحة المجهرية بالإضافة إلى استخدام الجراحة لتحسين وظائف الأطراف المصابة بالشلل.

## دواعي اللجوء إلى جراح اليد
- إصابات اليد
- متلازمة النفق الرسغي
- النتوء الرسغي السنعي Carpometacarpal bossing
- التهاب المفاصل الرثياني
- تقلص ديبيترن Dupuytren's contracture
- التشوهات التكوينية

## وصلات خارجية
Hand surgery video tutorials